# Cross Purposes Live
Cross Purposes Live je druhé koncertní album skupiny Black Sabbath. Vyšlo v roce 1995 i jako VHS a později i DVD.

## Seznam skladeb
1. „Time Machine“ – 5:08
2. „Children of the Grave“ – 5:25
3. „I Witness“ – 5:02
4. „Mob Rules“ – 4:18 (pouze na VHS/DVD)
5. „Into the Void“ – 6:39
6. „Anno Mundi“ – 6:17 (pouze na VHS/DVD)
7. „Black Sabbath“ – 8:12
8. „Neon Knights“ – 5:35 (pouze na VHS/DVD)
9. „Psychophobia“ – 3:03
10. „The Wizard“ – 4:42
11. „Cross of Thorns“ – 4:43
12. „Symptom of the Universe“ – 7:31
13. „Headless Cross“ – 5:34
14. „Paranoid“ – 5:13
15. „Iron Man“ – 3:27
16. „Sabbath Bloody Sabbath“ – 6:11

## Sestava
- Tony Martin – zpěv
- Tony Iommi – kytara
- Geezer Butler – baskytara
- Bobby Rondinelli – bicí
- Geoff Nicholls – klávesy